# Lepisorus
Lepisorus är ett släkte av stensöteväxter. Lepisorus ingår i familjen Polypodiaceae.

## Bildgalleri

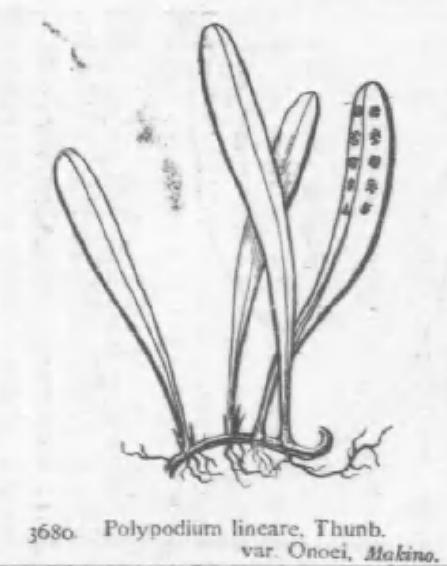
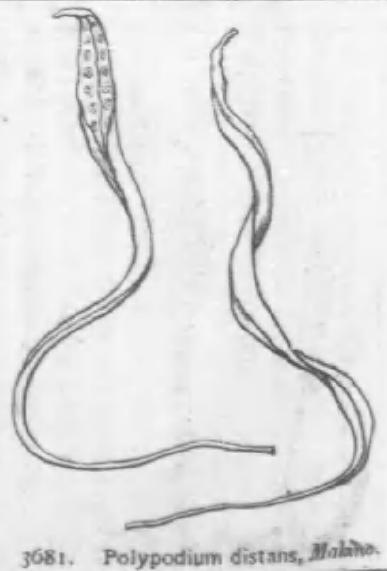
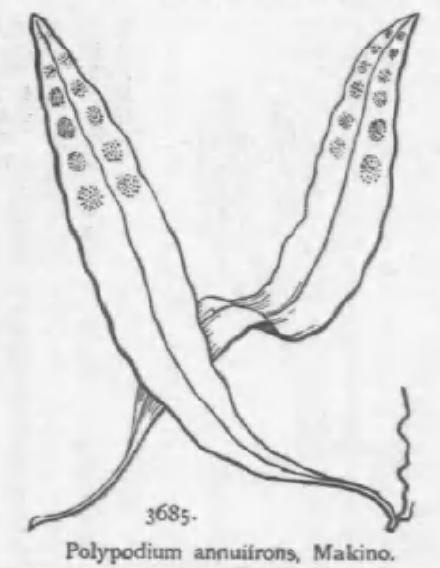
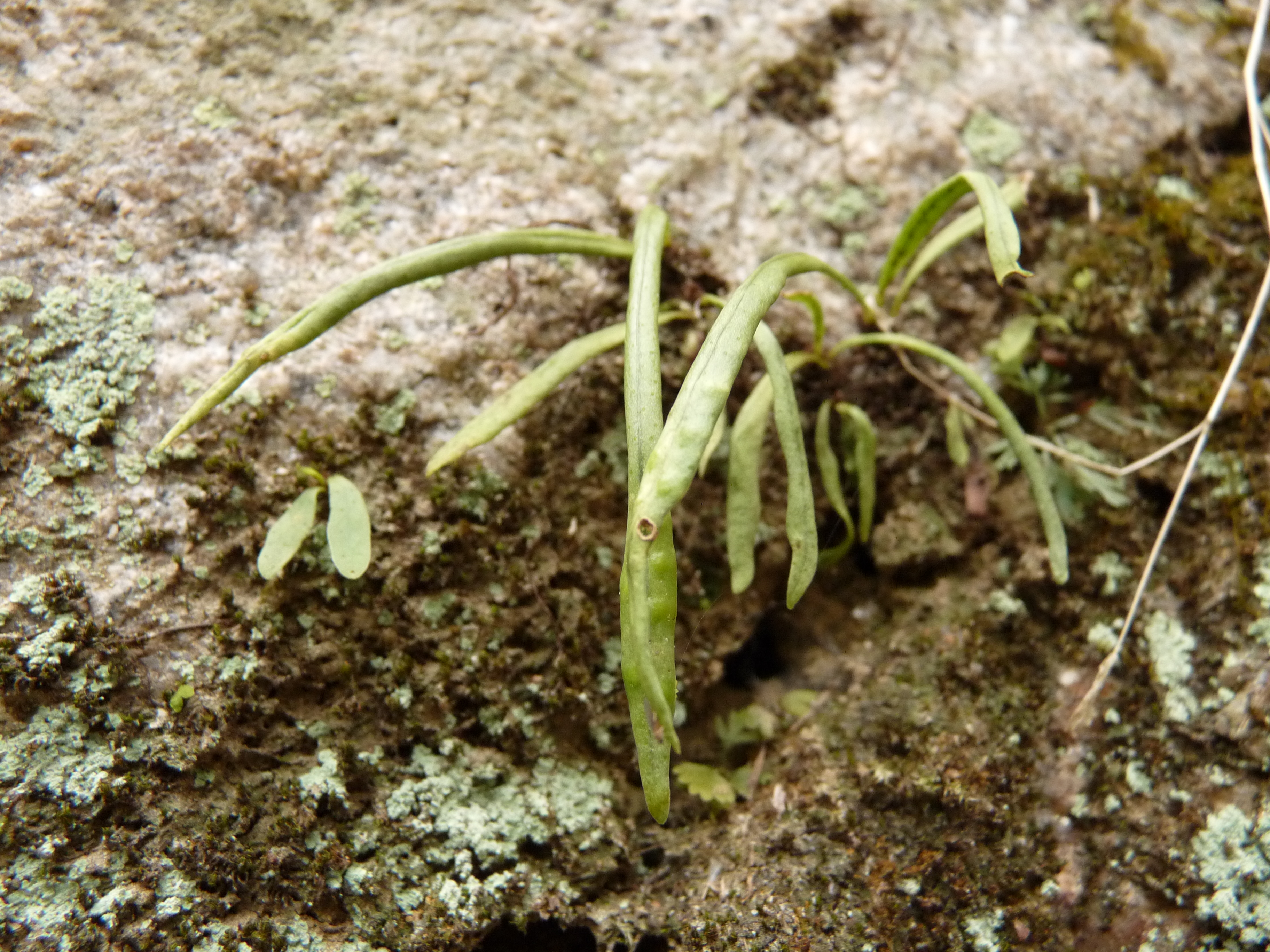
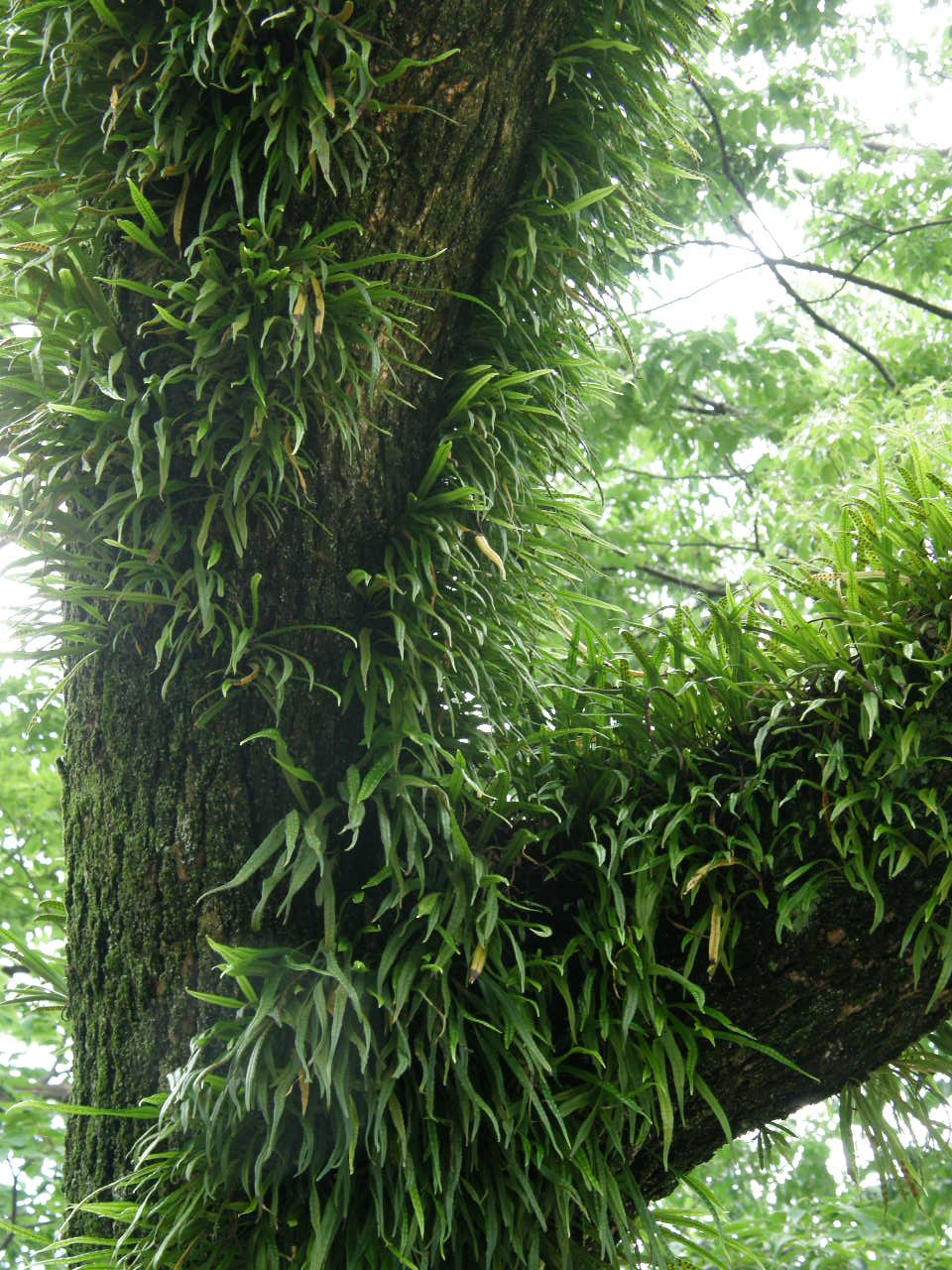
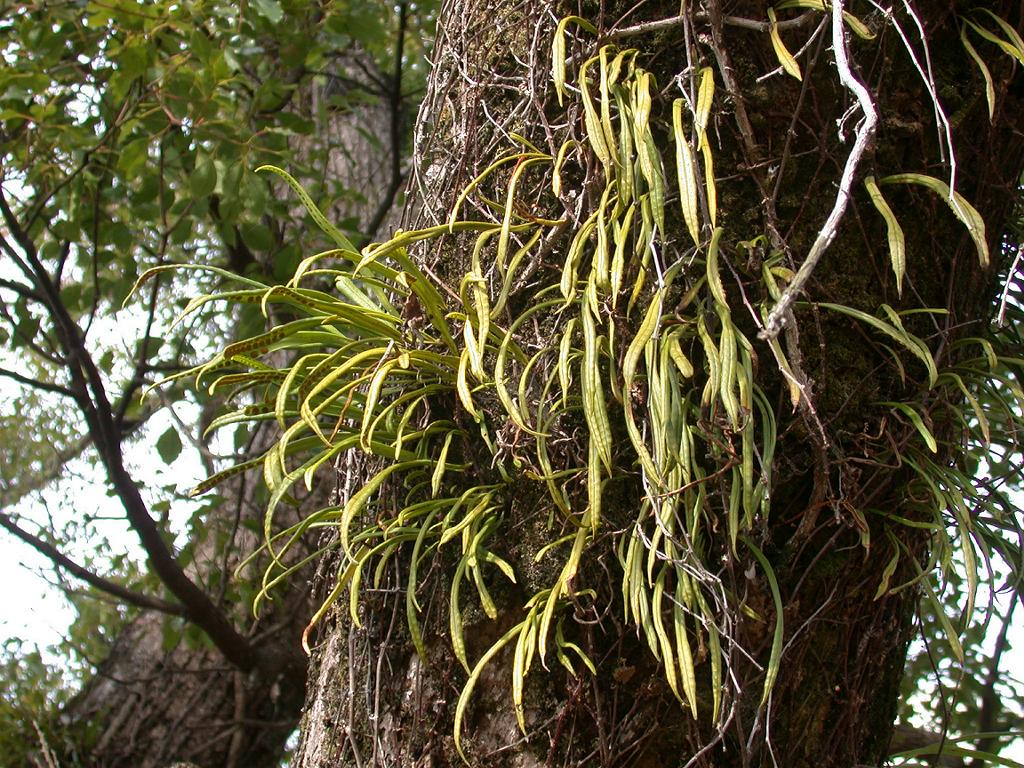

## Dottertaxa tillLepisorus, i alfabetisk ordning[1]
- Lepisorus abbreviatus
- Lepisorus affinis
- Lepisorus albertii
- Lepisorus amaurolepidus
- Lepisorus angustus
- Lepisorus annamensis
- Lepisorus annuifrons
- Lepisorus asterolepis
- Lepisorus balteiformis
- Lepisorus bicolor
- Lepisorus boninensis
- Lepisorus cespitosus
- Lepisorus clathratus
- Lepisorus confluens
- Lepisorus contortus
- Lepisorus crassipes
- Lepisorus eilophyllus
- Lepisorus elegans
- Lepisorus excavatus
- Lepisorus hachijoensis
- Lepisorus henryi
- Lepisorus heterolepis
- Lepisorus kawakamii
- Lepisorus kuchenensis
- Lepisorus lewisii
- Lepisorus likiangensis
- Lepisorus lineariformis
- Lepisorus longifolius
- Lepisorus loriformis
- Lepisorus luchunensis
- Lepisorus macrosphaerus
- Lepisorus mamas
- Lepisorus marginatus
- Lepisorus medogensis
- Lepisorus megasorus
- Lepisorus mehrae
- Lepisorus mikawanus
- Lepisorus miyoshianus
- Lepisorus monilisorus
- Lepisorus morrisonensis
- Lepisorus mucronatus
- Lepisorus novoguineensis
- Lepisorus nudus
- Lepisorus obscurevenulosus
- Lepisorus oligolepidus
- Lepisorus onoei
- Lepisorus oosphaerus
- Lepisorus perrierianus
- Lepisorus platyrhynchos
- Lepisorus pseudonudus
- Lepisorus pseudoussuriensis
- Lepisorus schraderi
- Lepisorus scolopendrium
- Lepisorus sinensis
- Lepisorus sordidus
- Lepisorus spicatus
- Lepisorus subconfluens
- Lepisorus sublinearis
- Lepisorus suboligolepidus
- Lepisorus subsessile
- Lepisorus thaipaiensis
- Lepisorus thunbergianus
- Lepisorus tibeticus
- Lepisorus tosaensis
- Lepisorus tricholepis
- Lepisorus uchiyamae
- Lepisorus ussuriensis
- Lepisorus validinervis
- Lepisorus waltonii